# Canal SPT
SPT é um canal televisivo da SIC.
Com uma emissão diária de 24 horas de programação pode ser vista na América do Norte.
Sendo a SPT um canal generalista, fazem parte da sua grelha, programas de informação, desporto (SuperLiga), e entretenimento, entre outros.